# Đèo Lắk
Đèo Lắk hay Đèo Lăk là đèo trên quốc lộ 27 ở vùng đất xã Yang Tao huyện Lăk tỉnh Đắk Lắk, Việt Nam 
Đỉnh đèo ở phía bắc khu dân cư có tên Khu Đèo cỡ 1,5 km. Đèo cách 2,5 km từ trung tâm hành chính xã Yang Tao, và cách gần 11 km theo đường bộ từ thị trấn Liên Sơn 12°24′35″B 108°10′34″Đ / 12,409667°B 108,176197°Đ huyện lỵ Lắk. Đèo Lắk ở cách cỡ 13,5 km phía nam Đèo Giang Sơn 12°31′24″B 108°10′58″Đ / 12,523444°B 108,182732°Đ.
Đoạn quốc lộ 27 này ở Đắk Lắk nối thành phố Buôn Ma Thuột qua huyện Cư Kuin đến thị trấn Liên Sơn huyện Lắk.
Đèo Lắk là điểm tham quan hấp dẫn trong hành trình "Du lịch Buôn Mê Thuột". Tuy nhiên ở vùng đèo hồi tháng 4/2018 từng có chuyện "nhóm thanh niên gây gổ ném đá xe khách" .